# Evangelický hřbitov v Hradišti
Evangelický hřbitov v Hradišti se nachází v obci Těrlicko, v části Hradiště pod Babí horou na ul. Hradišťské (silnice č. III/4741). Má rozlohu 2429 m² (bez pozemku s kaplí).
Hřbitov v Hradišti se původně nacházel na jižním úpatí Babí hory. Měl čtvercový půdorys. Vzhledem ke skalnatému podloží byl později zrušen a na jeho místě byly vysázeny stromy. V současnosti se na tomto místě nachází sochařský park; hřbitov připomíná několik symbolických pomníků a pamětní tabule.
Současný evangelický hřbitov založil majitel hradišťského velkostatku Jiří Goch; posvěcen byl 26. listopadu 1857. Roku 1872 na něm byla postavena zvonice; posvěcena byla 13. února 1873.
Na hřbitově se nachází kaple s věží. Věž byla posvěcená roku 1930 (posvěcení se zúčastnili duchovní polského, německého i českého evangelického sboru z Českého Těšína).
Hřbitov byl původně v církevním vlastnictví, ve 21. století jej od Farního sboru SCEAV v Třanovicích nabyla Obec Těrlicko (včetně kaple).

## Galerie

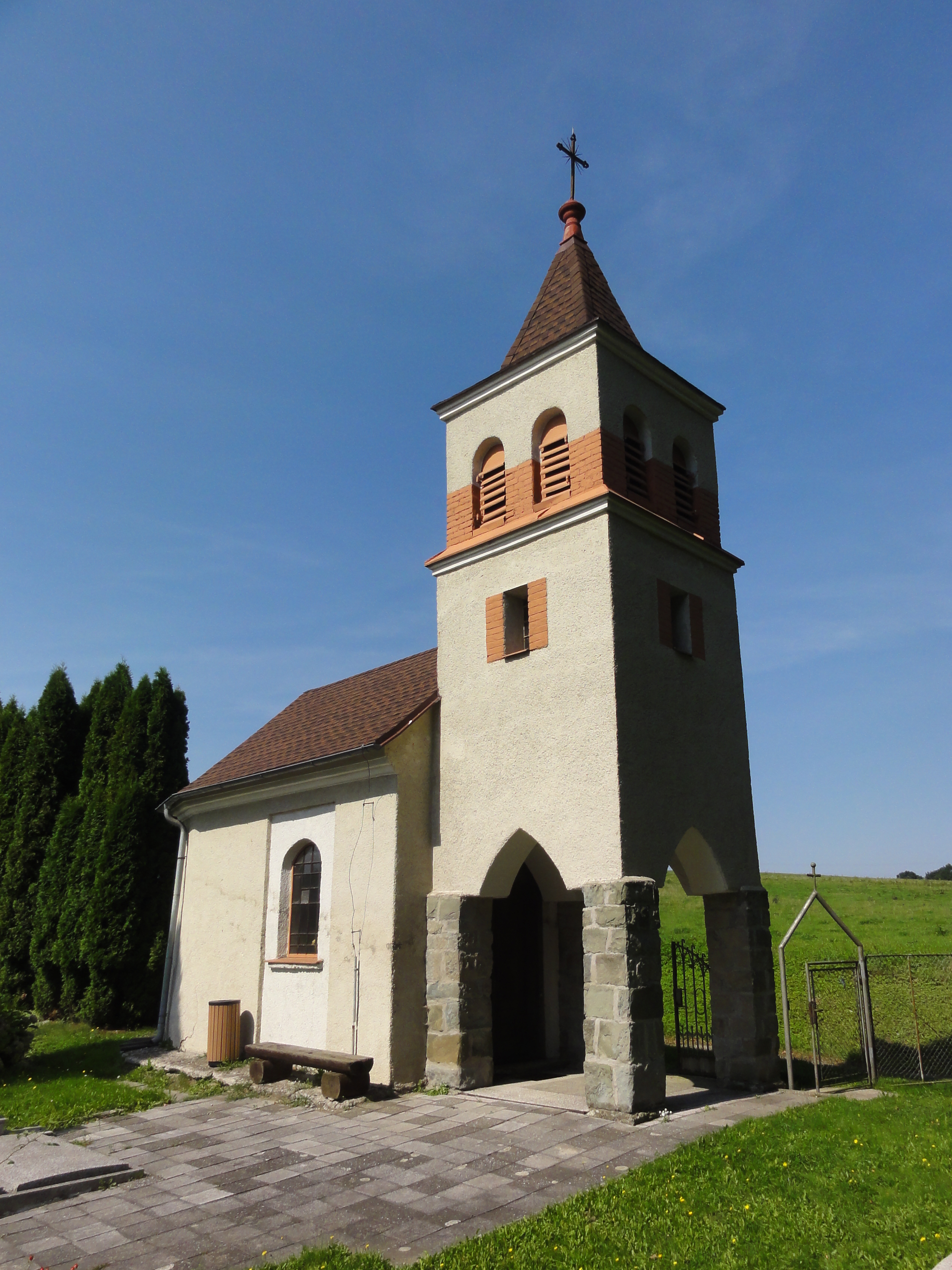
Hřbitovní kaple
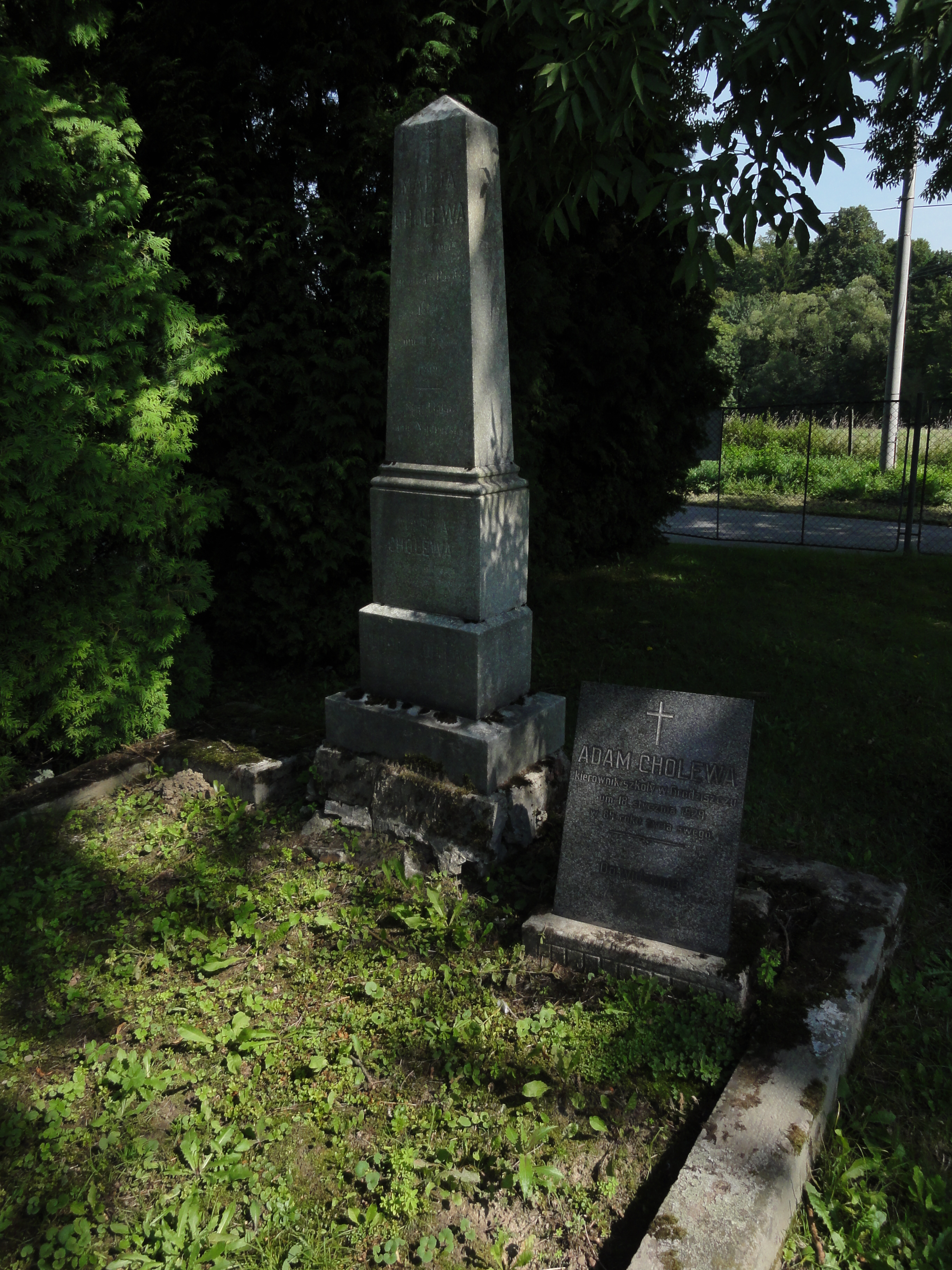
Hrob ředitele školy Adama Cholewy a důlního inženýra Teofila Cholewy
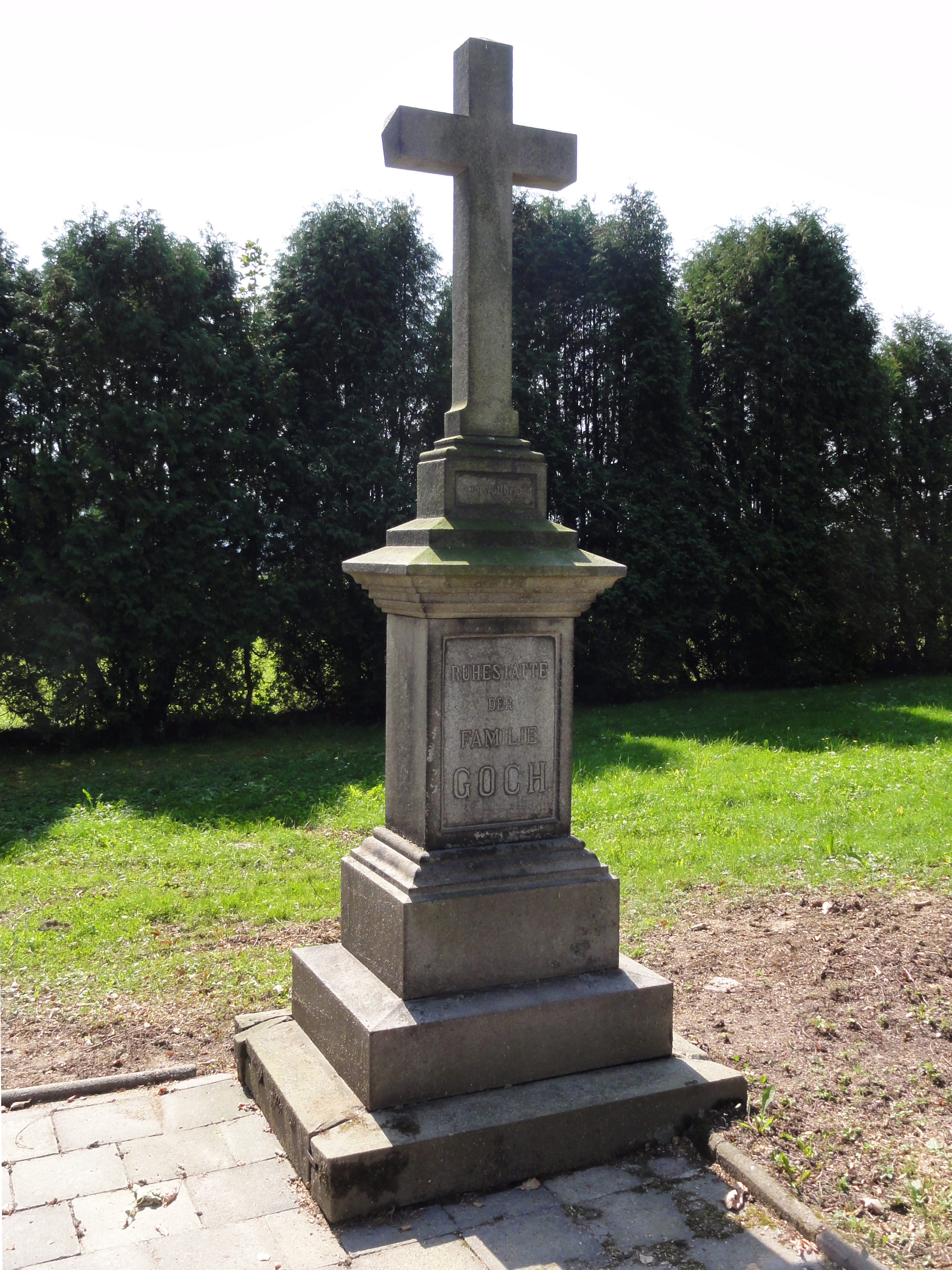
Kříž označující místo posledního odpočinku členů rodiny Gochů
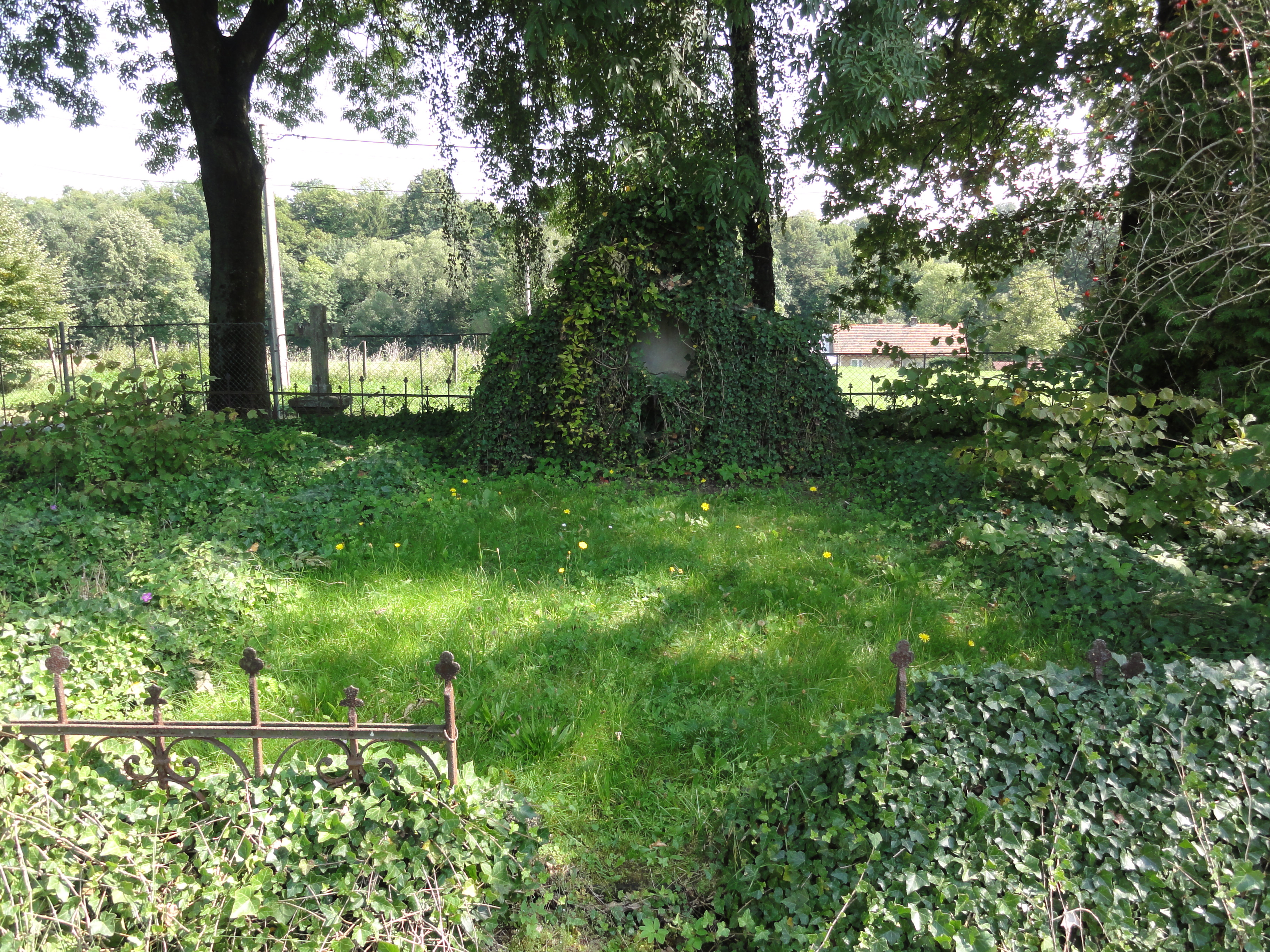
Nekropole rodiny Gochů
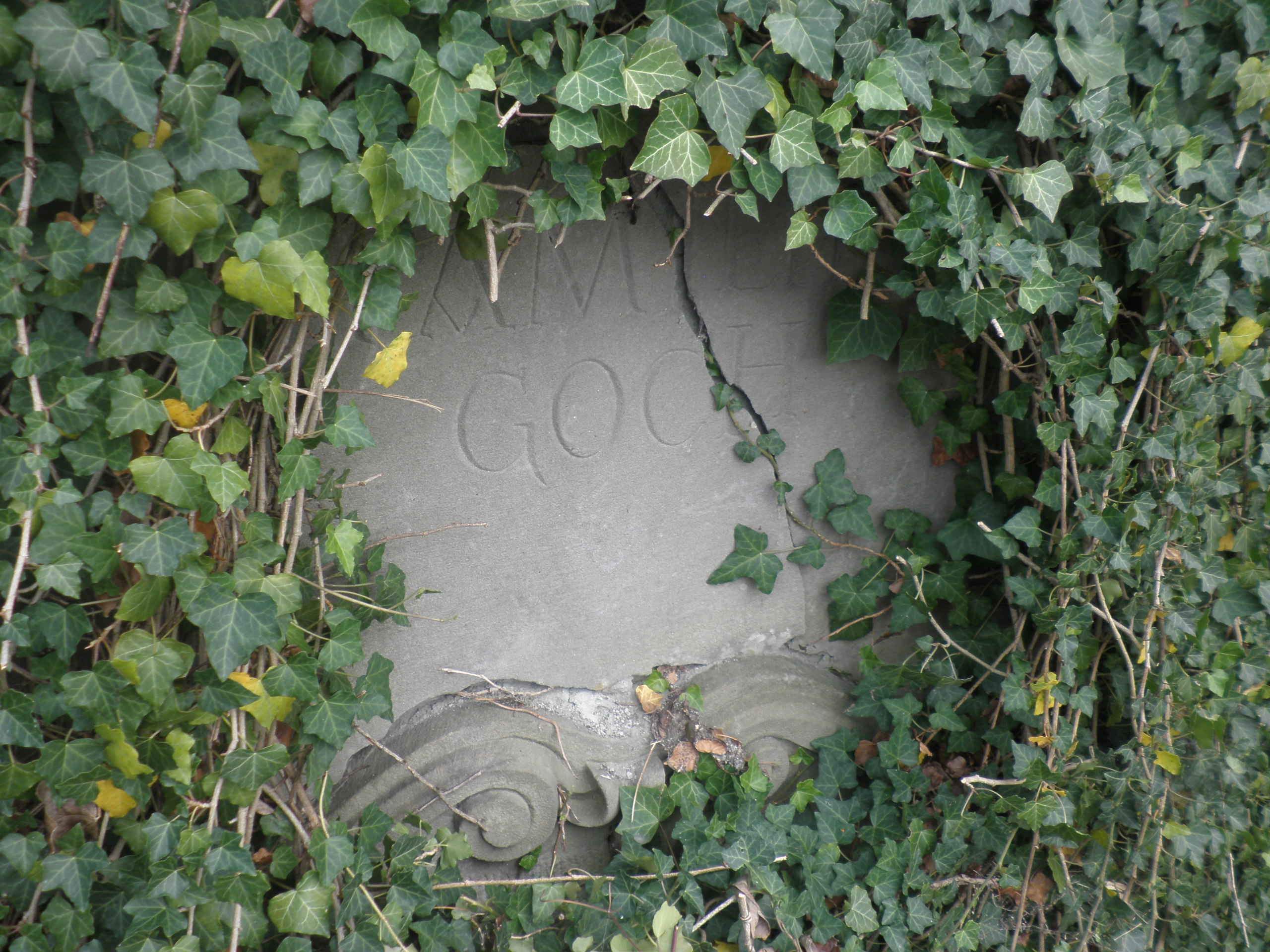
Detail německého nápisu na náhrobku v nekropoli rodiny Gochů
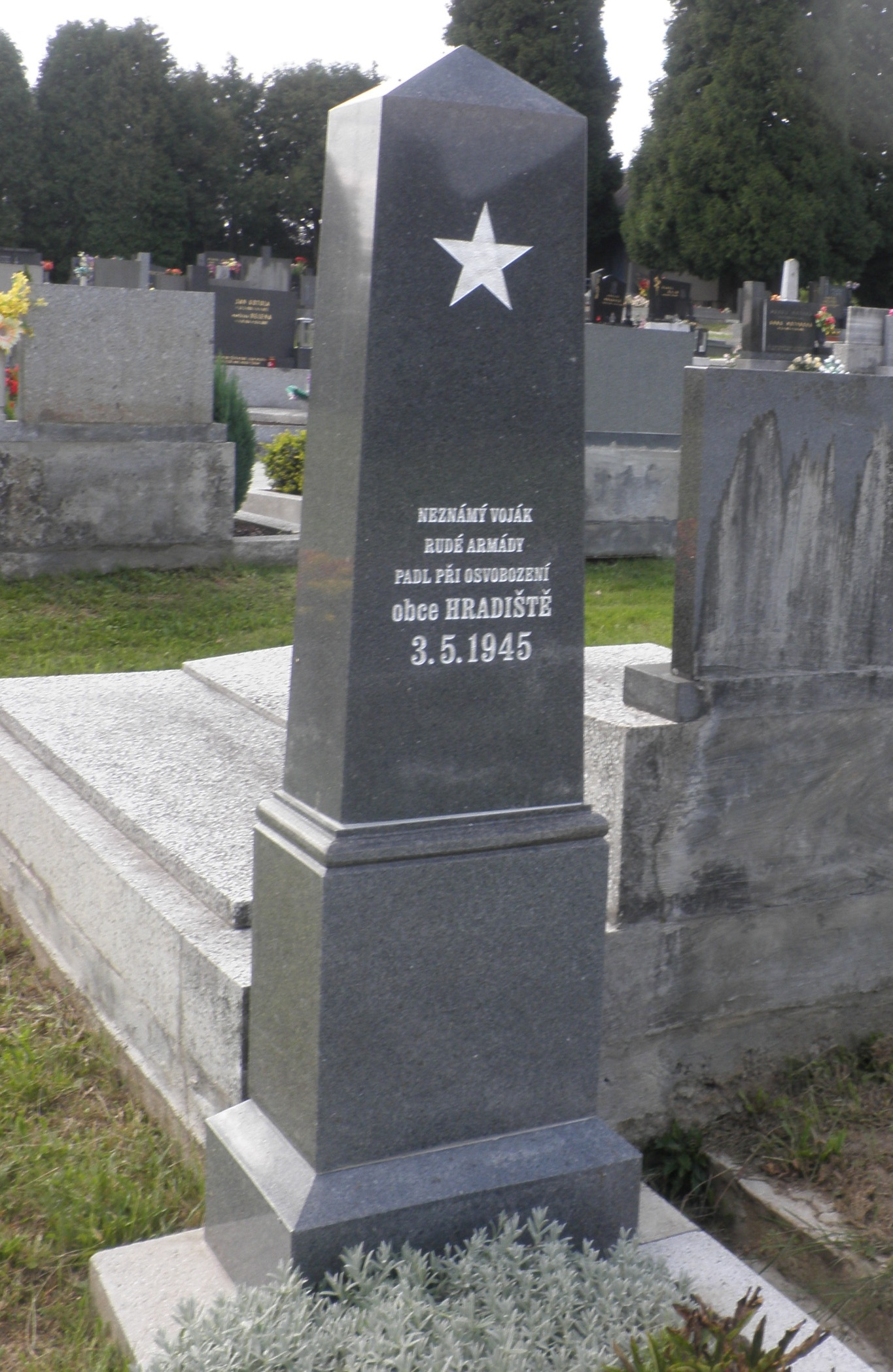
Náhrobek neznámého rudoarmějce